# رودي ماكغريغور
رودي ماكجريجور (بالإنجليزية: Roddy MacGregor) لاعب كرة قدم إسكتلندي يلعب مع نادي إنفيرنيس كالدونيان ثيسل.